# Garypus
Garypus es un género de pseudoescorpiones de la familia Garypidae. Se distribuyen por todo el mundo excepto la Antártida.

## Especies
Según Pseudoscorpions of the World:
- Garypus armeniacus Redikorzev, 1926
- Garypus beauvoisii (Audouin, 1826)
- Garypus bonairensis Beier, 1936
  -  Garypus bonairensis bonairensis
  -  Garypus bonairensis realini
  -  Garypus bonairensis withi
- Garypus californicus Banks, 1909
- Garypus darsahensis Mahnert, 2007
- Garypus decolor Muchmore, 1991
- Garypus floridensis Banks, 1895
- Garypus giganteus Chamberlin, 1921
- Garypus gracilis Lee, 1979
- Garypus guadalupensis Chamberlin, 1930
- Garypus insularis Tullgren, 1907
- Garypus japonicus Beier, 1952
- Garypus krusadiensis Murthy & Ananthakrishnan, 1977
- Garypus levantinus Navás, 1925
- Garypus longidigitus Hoff, 1947
- Garypus maldivensis Pocock, 1904
- Garypus marmoratus Mahnert, 1982
- Garypus nicobarensis Beier, 1930
- Garypus occultus Mahnert, 1982
- Garypus ornatus Beier, 1957
- Garypus pallidus Chamberlin, 1923
- Garypus saxicola Waterhouse, 1878
  - Garypus saxicola salvagensis
  - Garypus saxicola saxicola
- Garypus sini Chamberlin, 1923
- Garypus titanius Beier, 1961
- Garypus viridans Banks, 1909

## Publicación original
- L. Koch, 1873: Uebersichtliche Dartstellung der Europäischen Chernetiden (Pseudoscorpione). Bauer und Raspe: Nürnberg.